# Женская драка

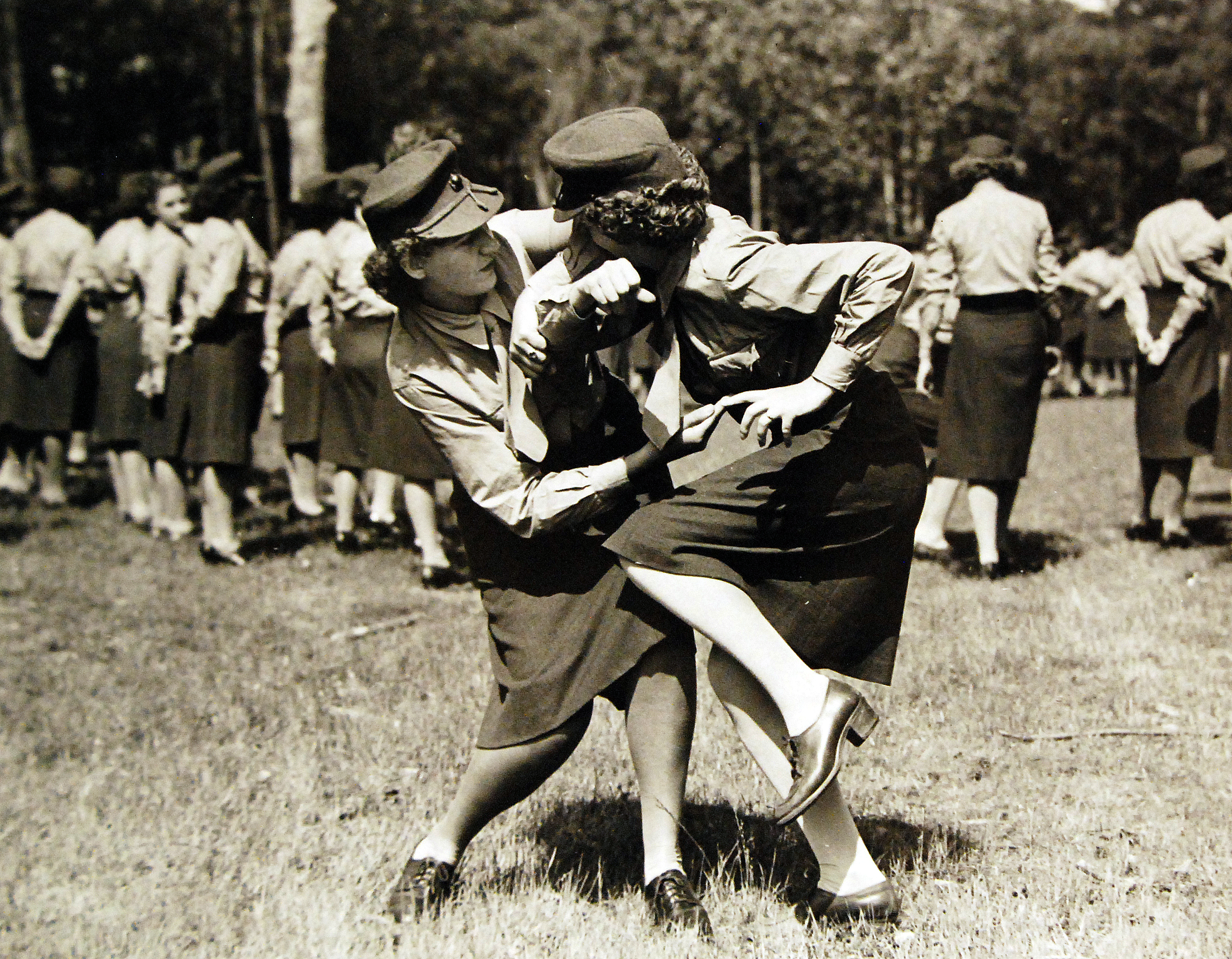
Обучение женщин-военнослужащих Корпуса морской пехоты США, 1943 год

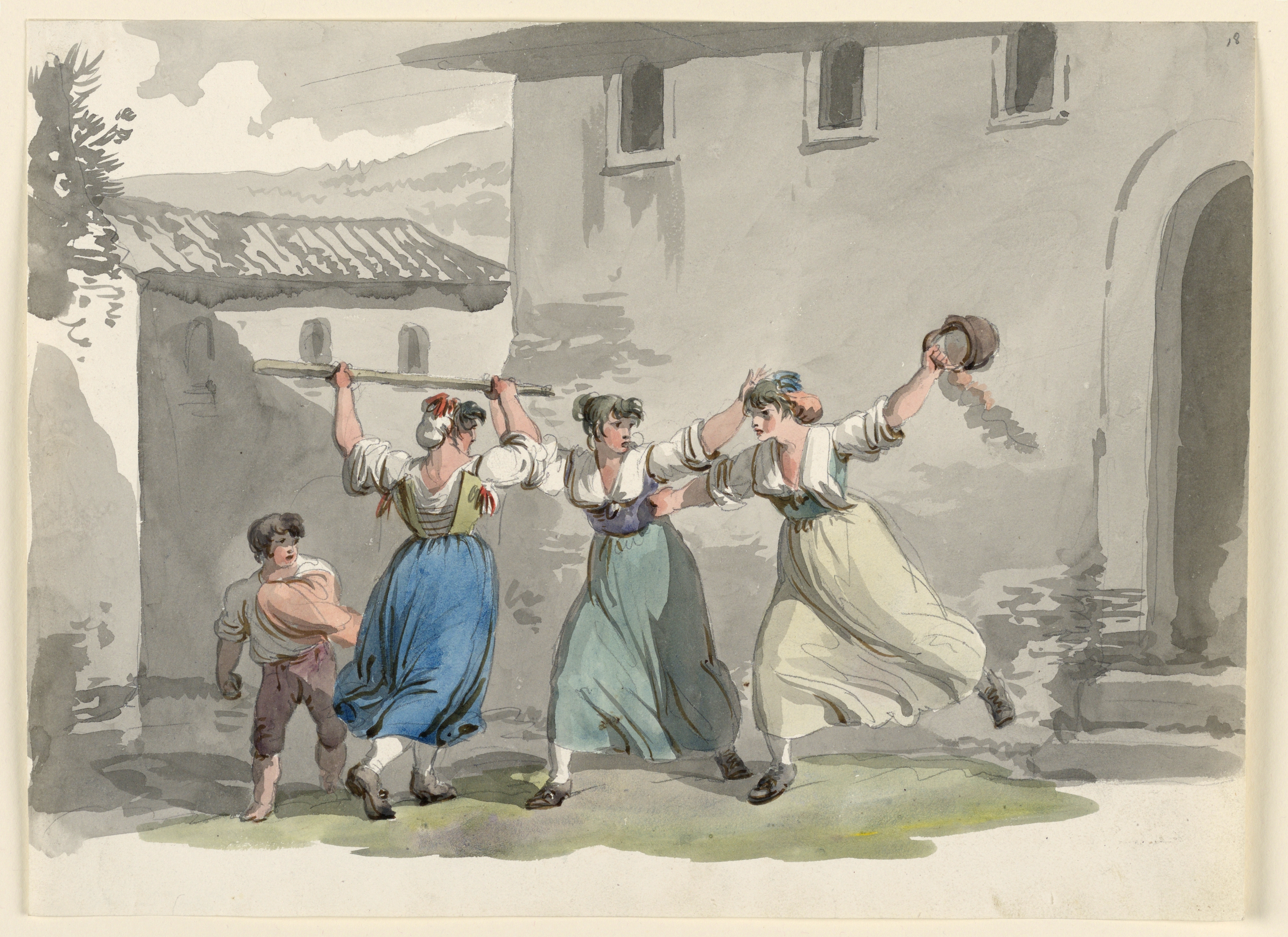
Картина Бартоломео Пинелли, изображающая драку женщин в Риме, 1807-08 годы

Женская драка — это термин, обозначающий драку между двумя женщинами, часто включающую в себя царапание, пихание, пощёчины, удушение, удары руками и ногами, кусание, плевки, выдёргивание волос, разрывание одежды. Это понятие распространено в основном в англоязычных странах, где называется «кошачьей дракой» (кэтфайт, англ. catfight), реже — «девчачьей дракой» (англ. girl fight). Также это понятие может быть использовано для описания женщин, оскорбляющих друг друга словесно или вовлечённых в интенсивную конкуренцию за мужчин, власть или профессиональный успех.
«Кошачья драка» была заметным элементом американских новостных медиа и популярной культуры, начиная с 1940-х годов, ныне использование этого термина часто считается уничижительным или принижающим. В последнее время термин «кэтфайт» используется не только для обозначения борьбы между женщинами: во многих случаях гендер не упоминается. В частности, ресурс TheFreeDictionary.com даёт такое определение понятию catfight: «Физическая драка или сердитый спор между людьми, особенно женщинами».
Феминистка и культурный критик Сьюзан Дуглас в своей книге «Где находятся девушки: Взросление женщины в средствах массовой информации» утверждает, что «самая чистая форма кошачьей драки — между блондинкой и брюнеткой».
Женская драка — явление необычное, потому как женщины считаются редко склонными к проявлению агрессии.
Женщине с её небольшими силами очень трудно обезвредить соперницу. Потому женские драки достаточно длительные, сумбурные и неприятные, с вырванными волосами, поцарапанными лицами и руками, многочисленными синяками.

## Этимология
Впервые слово catfight было зафиксировано Оксфордским словарём английского языка как название и тема ироикомической поэмы Эбенезера Мака 1824 года. В США впервые это слово было зафиксировано как используемое для описания драки между женщинами в книге 1854 года, написанной Бенджамином Г. Феррисом, который описал двух мормонских женщин, дерущихся из-за своего общего мужа. Мормонские дома, по словам Ферриса, были спроектированы так, чтобы держать женщин «как можно дальше друг от друга и предотвращать те ужасные кошачьи драки, которые иногда происходят, со всеми сопутствующими биллингсгейтом [вульгарная и грубая брань], порванными шапочками и сломанными мётлами». Слово «кошка» в английском языке первоначально было презрительным обозначением для любого пола, но со временем стало относиться только к женщине, которую считали распущенной или сексуально неразборчивой в связях, или к той, кого считали злобной, злоречивой и злонамеренной.

## Мнения

### Мужская точка зрения
Женские драки и сопряженные с ними элементы эротизма, азарта и спортивного интереса за исходом битвы часто описываются как возбуждающие для гетеросексуальных мужчин. В мультфильмах, фильмах и рекламе участницы «кошачьих драк» обычно изображаются привлекательными, сексуальными, с «телосложением супермодели», растрёпанными, с отсутствующими деталями одежды.
Широкое распространение женских драк в последние десятилетия связано также с эротическим аспектом — оказалось, что мужчинам это нравится, а многие из них от этого даже возбуждаются.
В культурном плане мы думаем о «кошачьей драке» как о том, что девчата в бикини шлёпают друг дружку по всему телу и борются. Они сексуализированы и обесценены.

Оригинальный текст (англ.)Culturally, we think of the catfight as bikini-clad bimbos slapping each other around and wrestling. They're sexualized and devalued.
Онур Тукел, режиссёр фильма «Женская драка» (2016), Why We Love a Good Catfight (англ.)

### Женская точка зрения
Женщины часто критикуют термин «кошачья драка», особенно когда он используется таким образом, который, как им может показаться, неуместно сексуализирует, нейтрализует или принижает разногласия между женщинами по серьёзным темам.
Историки феминизма говорят, что использование термина «кошачья драка» для обозначения оппоненток восходит к 1940 году, когда американские газеты охарактеризовали таким термином спор между писательницей-политиком Клэр Бут Люс и журналисткой Дороти Томпсон о том, кого из кандидатов поддержать в президентской кампании 1940 года. Газеты того времени называли это «противостоянием двух светловолосых валькирий».
В 1970-х годах американские СМИ начали использовать термин «кошачья драка» для описания разногласий женщин по вопросам, связанным с правами женщин, например, таким как поправка о равных правах.
Исследование, проведенное Sauder School of Business Университета Британской Колумбии, показало, что люди (как женского, так и мужского пола) оценивали конфликты между женщинами как более негативные для рабочей среды, чем конфликты между мужчинами.

## В массовой культуре
Одним из первых, кто начал активно использовать «кошачьи драки» в медиа-пространстве, был Ирвинг Клау, который начал выпускать короткие фильмы-клипы с участием дерущихся женщин в 1950-х годах. У него было множество девушек-моделей, особое предпочтение он отдавал «королеве красоты» Бетти Пейдж. В послевоенные годы начало наблюдаться повышение интереса людей к демонстрированию женских драк, и постепенно это даже стало мейнстримом. В 1960-х годах такие драки показывались преимущественно в фильмах категории B, в 1970-х и 1980-х годах «кошачьи драки» стали обычной составляющей сюжета фильмов поджанра «женщины в тюрьме», состязаний роллер-дерби (например, фильм 1972 года «Сенсация Канзас-Сити»), такие сцены регулярно присутствовали даже в уважаемых мыльных операх, таких как, например, «Даллас» и «Династия» (между собой неоднократно дрались персонажи в исполнении актрис Линды Эванс (блондинка) и Джоан Коллинз (брюнетка)).
«Династия» повышает ставку… На одной стороне была блондинка-домоседка Кристал Каррингтон… в другом углу сидела самая восхитительная стерва, которую когда-либо видели по телевизору: темноволосая, коварная карьеристка Алексис Кэррингтон Колби… Кристал просто хотела сделать своего мужа счастливым; Алексис же хотела управлять миром. Как вам могла не понравиться драка между ними?

Оригинальный текст (англ.)Dynasty upped the ante … On one side was the blonde stay at home Krystal Carrington … in the other corner was the most delicious bitch ever seen on television, the dark haired, scheming, career vixen, Alexis Carrington Colby … Krystal just wanted to make her husband happy; Alexis wanted to control the world. How could you not love a catfight between these two?
Дуглас Крамер, продюсер телесериала «Династия» (1981—1989), 
«Кошачьи драки», как реальные, так и инсценированные, являлись (являются) основным элементом дневных телевизионных ток-шоу и реалити-шоу, например, таких как «Шоу Джерри Спрингера» (1991—2018), «Холостяк» (2002 — н. в.), «За любовь или деньги (сериал)» (2003—2004) и франшизы «Настоящие домохозяйки» (2006 — н. в.) — в них женщины часто представляются находящимися в постоянном соперничестве друг с другом за любовь или профессиональный успех. В этих шоу на сцены, в которых женщины спорят или дерутся друг с другом, часто накладываются звуковые эффекты шипящих кошек.
В 2002 году компания SABMiller выпустила примечательный рекламный ролик. Две красивые девушки пьют пиво в уличном кафе. Очень быстро их вежливая беседа превращается в жаркий спор по поводу вкусовых качеств пива Miller Lite. Между ними начинается драка, в ходе которой одна из девушек толкает другую в бассейн. Девушки быстро теряют бо́льшую часть своей одежды и продолжают драку, оставшись только в нижнем белье. Затем зрители видят, что всё это была фантазия, придуманная двумя мужчинами в баре. Позже сцена была сокращена до девушек, раздетых до нижнего белья, борющихся в грязевой яме. Также была снята версия без цензуры, которая включала в себя альтернативный финал, где покрытые грязью девушки целуются. Согласно «классическим» канонам, дрались блондинка против брюнетки. Этот ролик вызвал ожесточённые споры в обществе, и продажи Miller Lite впоследствии снизились на 3 %.
В 2019 году газета The New York Times опубликовала статью под названием Me-OW! It's the End of the Catfight, в которой было сказано, что термин «кошачья драка» постепенно выходит из моды в свете движения #MeToo, и теперь «называть любой конфликт между женщинами „кошачьей дракой“ считается сексистским, и энтузиазм в отношении дерущихся женщин в целом угас». Несмотря на это, отметила автор, пережитки этого остались, и она сослалась на раздутую таблоидами вражду между принцессой Кэтрин и герцогиней Меган.
Истории известны женщины-гладиаторши, женщины-дуэлянтки, женщины, занимающиеся французской борьбой, женщины-боксёры, женщины-рестлерши.
Изображения женских драк можно найти в самых различных произведениях художников и писателей-реалистов, которые отражали в своих произведениях реальную жизнь, хотя и добавляя художественную фантазию; женские драки описывали известные писатели.
См. также категории «Женщины-рестлеры», «Женщины-боксёры», «Женщины-кикбоксеры» и «Женщины — борцы сумо».

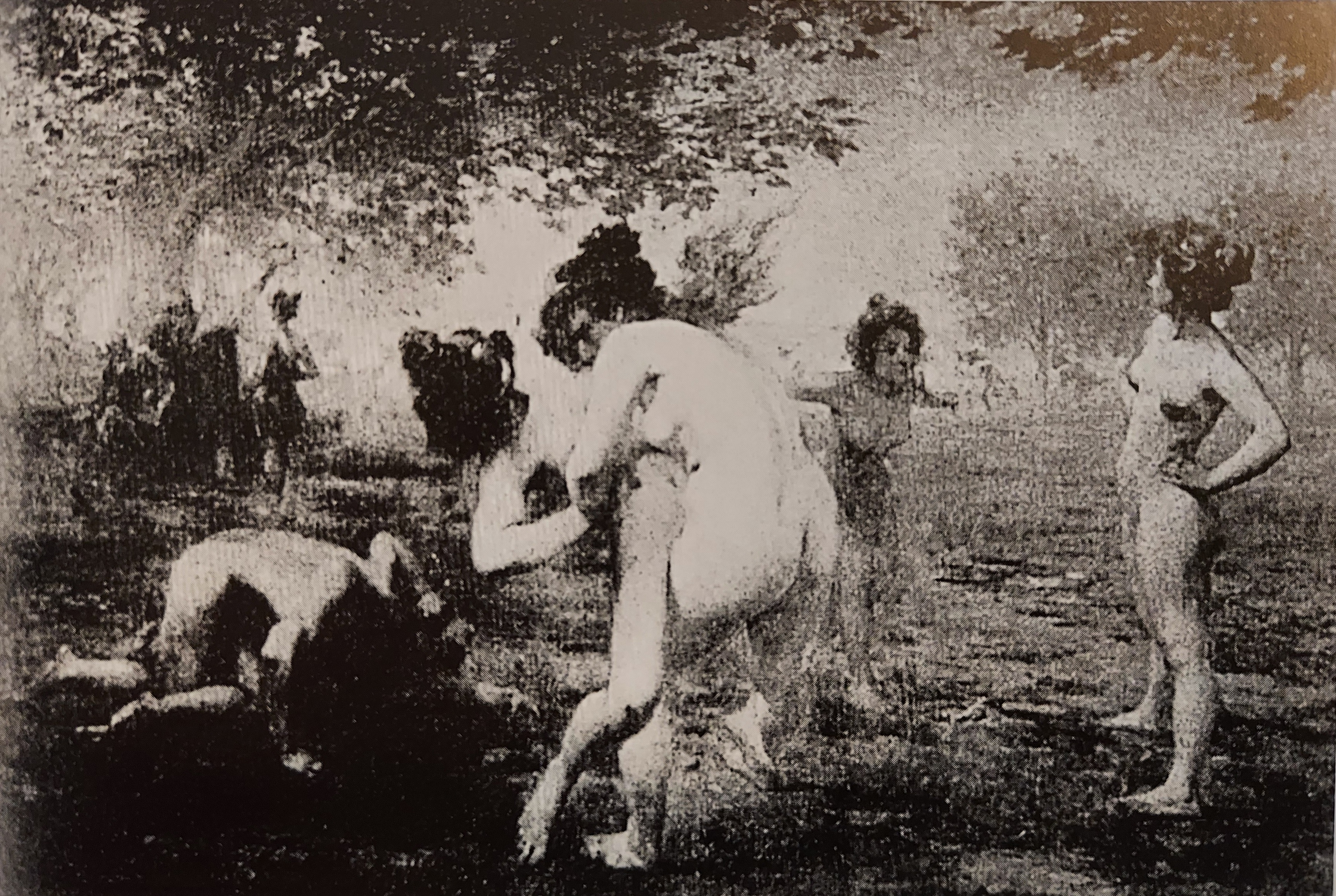
«Девушки Спарты». Эммануэль Круазе, 1903 год.
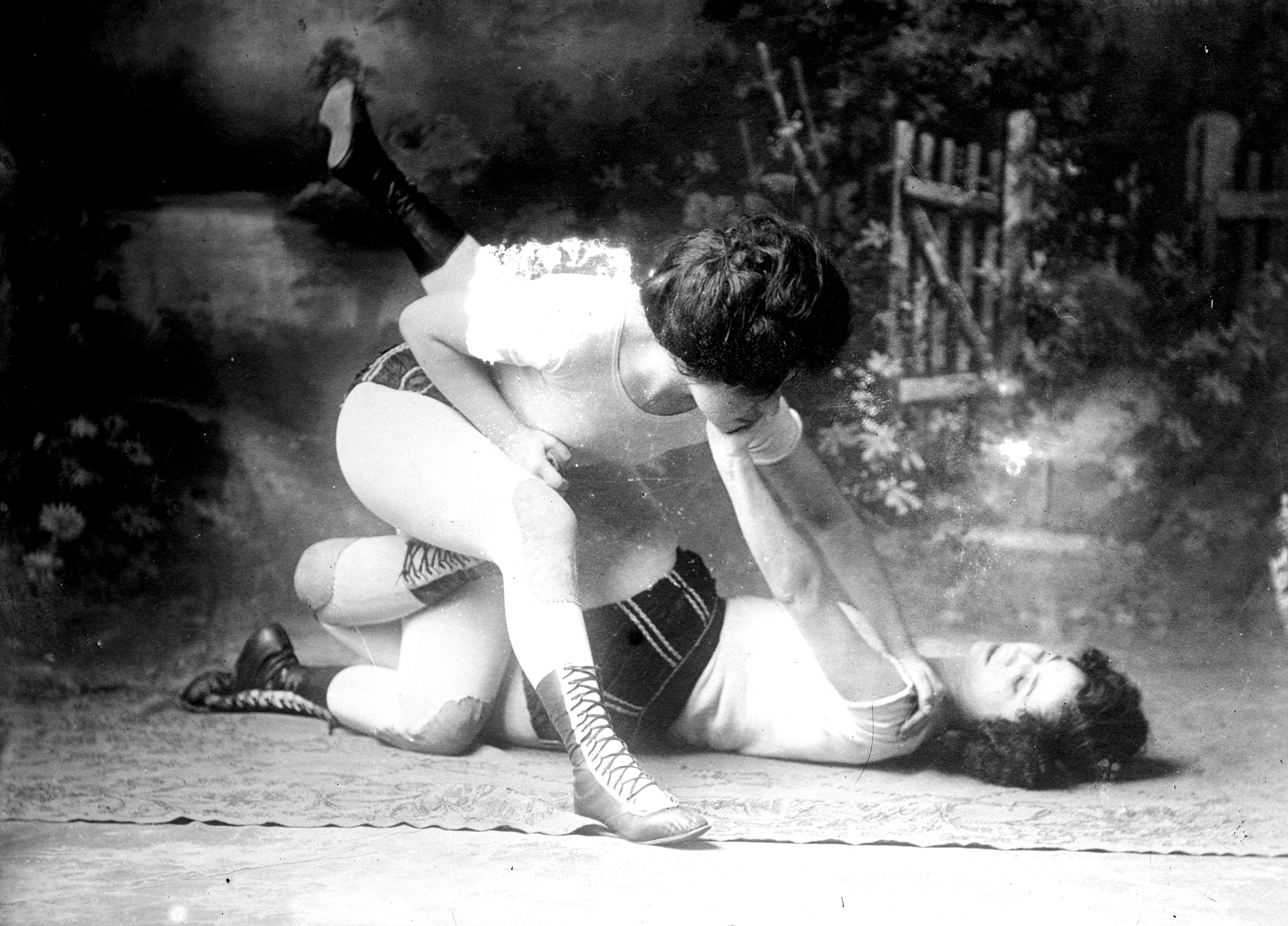
Сёстры Беннетт, фото 1900-х годов.
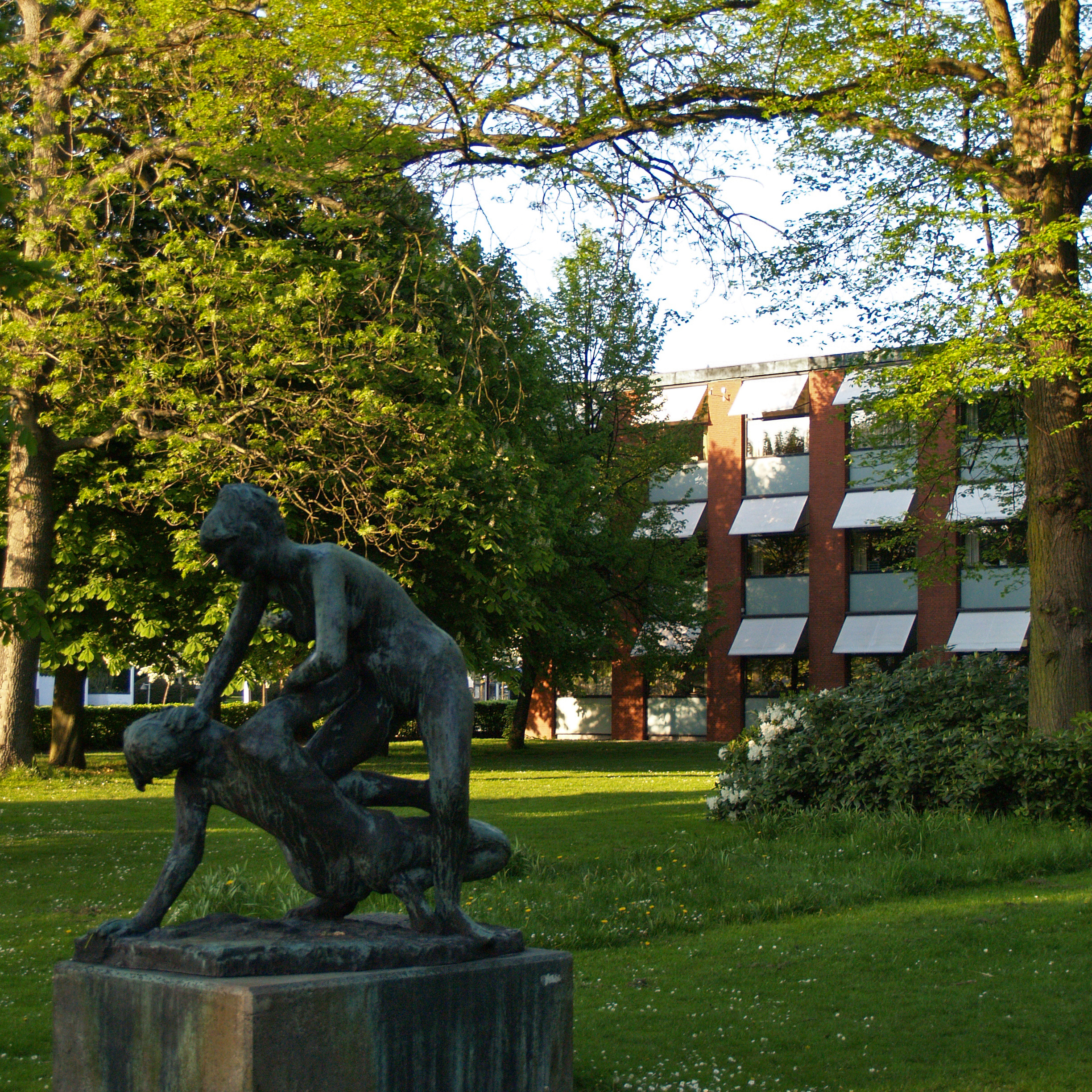
Бронзовая статуя перед ратушей Глострупа (Дания) работы Арне Якобсена

### В фильмах и сериалах
Существует ряд известных фильмов разных стран и лет, в которых женская драка является заметной составляющей сюжета. В нижеследующий список включены ленты, женские (кошачьи) драки в которых отдельно отметили кинокритики и рецензенты.
- 1939 — «Женщины», США. Персонажи в исполнении Полетт Годдар и Розалинд Расселл устраивают крупную драку друг с другом (одна увела у другой мужа)[25]. Съёмка этой сцены заняла три дня, за которые актрисы сменили одежду восемь раз.
- 1939 — «Дестри снова в седле», США. Персонажи в исполнении Марлен Дитрих и Уны Меркел устраивают «одну из самых известных драк женщина против женщины, когда-либо снятых на плёнку». The New York Times так написала в своём обзоре сразу после премьеры: «Сцена, которая действительно имеет значение, — это кошачья драка между Френчи мисс Дитрих и возмущённой миссис Каллахан Уны Меркел… мы думали, что драка в „Женщинах“ открыла нам глаза, теперь мы понимаем, что это была просто схватка теней… С полным доступом к стульям, столам, стаканам, вёдрам для воды и как можно большему количеству волос, которые можно вырвать из скальпа противника, мы отдаём предпочтение вам, а не „Женщинам“; двум женщинам, которые дерутся в Кровавом ущелье»[26].
Позднее вышли два ремейка ленты: «Френчи[англ.]» (1950) и «Заместитель шерифа Дестри[англ.]» (1954). В первом противницами стали Шелли Уинтерс и Мэри Виндзор; во втором — Мари Бланчард и Мэри Уикс. Оба этих фильма имели заметно меньший успех, чем оригинал; актрисам не удалось повторить выразительности драки Дитрих и Меркел.
В книге Джина Фриса «Сцены драк из классических фильмов: 75 лет драк на кулаках, 1914—1989» так рассказано о той запоминающейся драке: «На съёмку поединка Дитрих и Меркел, яростной схватки зубами и ногтями, длившейся более двух минут, ушло пять дней. Дитрих была непреклонна в том, чтобы играть свои драки без дублёров. Обе актрисы увлеклись и окончили съёмки этой сцены с царапинами, синяками и занозами. Рядом был организован пункт первой медицинской помощи. Каскадёрша-первопроходец Хелен Тёрстон заменила Дитрих, когда дело зашло слишком далеко, однако реклама утверждала, что звёзды выполнили все свои трюки за один непрерывный дубль и были награждены тостами с шампанским и аплодисментами от актёров и съёмочной группы»[27].
- 1940 — «Товарищ Икс», США. Персонажи в исполнении Хеди Ламарр и Наташи Лайтесс устраивают между собой «драку с выдёргиванием волос» за внимание репортёра Томпсона (роль исполнил Кларк Гейбл)[28][29].
- 1956 — «Из вечности», США. Персонажи в исполнении Филлис Кирк и Аниты Экберг устраивают драку во время стирки одежды в речушке. Причина — влечение обеих к пилоту их самолёта (роль исполнил Кит Эндес). Чтобы избежать травм, камни, окружавшие девушек, были сделаны из поролона.
- 1956 — «Стрелок[англ.]», США. Вестерн, в котором присутствует известная сцена драки между персонажами Беверли Гарленд и Эллисон Хэйс. Гарленд, повредившая лодыжку во время съёмок предыдущей сцены, сказала режиссёру Корману, что не может встать, не говоря уже о том, чтобы драться с Хэйс. В ответ Корман приказал врачу вколоть ей в лодыжку обезболивающее. В своей биографии Гарланд позднее сказала: «Ты могла быть мертва, и Роджер нашёл бы способ снять фильм об этом. Мы снимали сцену драки, и я сама выполняла все свои трюки… мы действительно царапались, били кулаками и дёргали друг друга за волосы! Конечно, после этого я не могла работать несколько недель, я не могла ходить на этой ноге. Но Роджер получил свои сцены, это всё, что имело значение»[30].
- 1963 — «Из России с любовью», США. Две цыганки (в исполнении Ализы Гур[англ.] и Мартин Бесуик) устраивают то, что многие называют «одной из самых культовых кошачьих драк в индустрии развлечений»[31]. Обе актрисы в реальной жизни не питали дружеских чувств друг к другу, Бесуик позднее сказала так: «Я была очень милой девушкой, а Ализа была коровой. У нас были ужасные стычки, и я испытывала к ней отвращение. Внутри меня было много гнева, так что сцена [драки] была идеальным способом разобраться с этим. Мы репетировали бой три недели, и когда мы его снимали, Ализа действительно дралась. Все поощряли меня сопротивляться, что я и делала. Мы ввязались в настоящий поединок»[32].
- 1965 — «Мочи, мочи их, киска!», США.
- 1966 — «Миллион лет до нашей эры», Великобритания. Две босоногие женщины в бикини, одна из которых — «хорошая блондинка» Ракель Уэлч, а вторая — «плохая брюнетка» Мартин Бесуик устраивают драку, весьма известную в истории кино[33][34].
- 1968 — «Команда разрушителей», США. Персонажи в исполнении Нэнси Кван и Шэрон Тейт устраивают между собой зрелищную драку, постановщиком которой выступил Брюс Ли[35]. Кинокритики так сказали об этой сцене: «Тейт выглядит сногсшибательно в своем микро-мини и даже устраивает кошачью драку со злым вражеским агентом Нэнси Кван»[36].
- 1973 — «Так держать, девочки![англ.]», Великобритания. Персонажи в исполнении Барбары Виндзор и Маргарет Нолан[англ.] — участницы конкурса красоты. Они устраивают между собой драку, не поделив красивое бикини. К концу битвы обе спорщицы остаются почти обнажёнными[37].
- 1973 — «Три мушкетёра», Великобритания—США—Панама—Испания—Франция. В конце фильма персонажи в исполнении Ракель Уэлч и Фэй Данауэй устраивают крупную драку. Обе актрисы работали с тренерами, чтобы сделать их бой максимально «физическим и жестоким», насколько это возможно, не травмируя себя[38].
- 1975 — «Новая оригинальная Чудо-женщина», США. Чудо-женщина в исполнении Линды Картер устраивает зрелищную драку с нацистской шпионкой в исполнении Стеллы Стивенс[39].
- 1976—1981 — «Ангелы Чарли», США. Все три главные героини сериала неоднократно участвуют в женских драках, всегда, естественно, одерживая верх над злодейками[40].
- 1977 — «Поворотный пункт», США. В ключевой сцене фильма две взрослые женщины (главные героини в исполнении Энн Бэнкрофт и Ширли Маклейн) дерутся на крыше Линкольн-центра[41].
- 1987 — «Пьянь», США. Персонажи в исполнении Фэй Данауэй и Элис Криге устраивают в баре между собой серьёзную потасовку с пинками и вырыванием волос. The Washington Post так сказала об этом: «кошачья драка в скид-роу[англ.] … это так же нелепо, как и сценарий в целом»[42].
- 1990 — «Вспомнить всё», США—Мексика. В фильме присутствует «сногсшибательная затяжная драка между женой Куэйда (Шэрон Стоун) и девушкой его мечты Рэйчел Тикотин». Другой кинокритик сказал, что это — «лучшая экранная драка между двумя женщинами со времён „Дестри снова в седле“». В ремейке 2012 года эту сцену «с гибкой хореографией» повторили актрисы Кейт Бекинсейл и Джессика Бил[43].
- 1994 — «Правдивая ложь», США. Джейми Ли Кёртис и Тиа Каррере участвуют в «хореографически идеально поставленной кошачьей драке» на заднем сиденье неуправляемого лимузина[44].
- 1996 — «Два дня в долине», США. Драку персонажей в исполнении Тери Хэтчер и Шарлиз Терон Los Angeles Times назвала «кошачьей спандекс-дракой года». По словам режиссёра ленты, Джона Херцфелда[англ.], обе актрисы отказались от дублёров в этой сцене и дрались почти по-настоящему, до синяков. Тери Хэтчер позднее так рассказала об этой драке: «На самом деле это была обычная драка, не „кошачья“, потому что технически „кошачья драка“ — это выдёргивание волос, а ничего такого не было».
- 2000 — «Женский бой», США.
- 2003 и 2004 — «Убить Билла. Фильм 1» и «Убить Билла. Фильм 2», США. Ума Турман в роли Беатрикс Киддо, используя мечи, ножи и боевые искусства, в драке убивает своих противниц в исполнении актрис Люси Лью, Вивики Фокс и Дэрил Ханны[45][46][47].
- 2004 — «Женщина-кошка», США. Фильм завершается «кошачьей дракой мирового уровня» между персонажами в исполнении Хэлли Берри и Шэрон Стоун[48][49].
- 2011 — «Драка девочек[англ.]», США—Канада.
- 2016 — «Женская драка[англ.]», США.

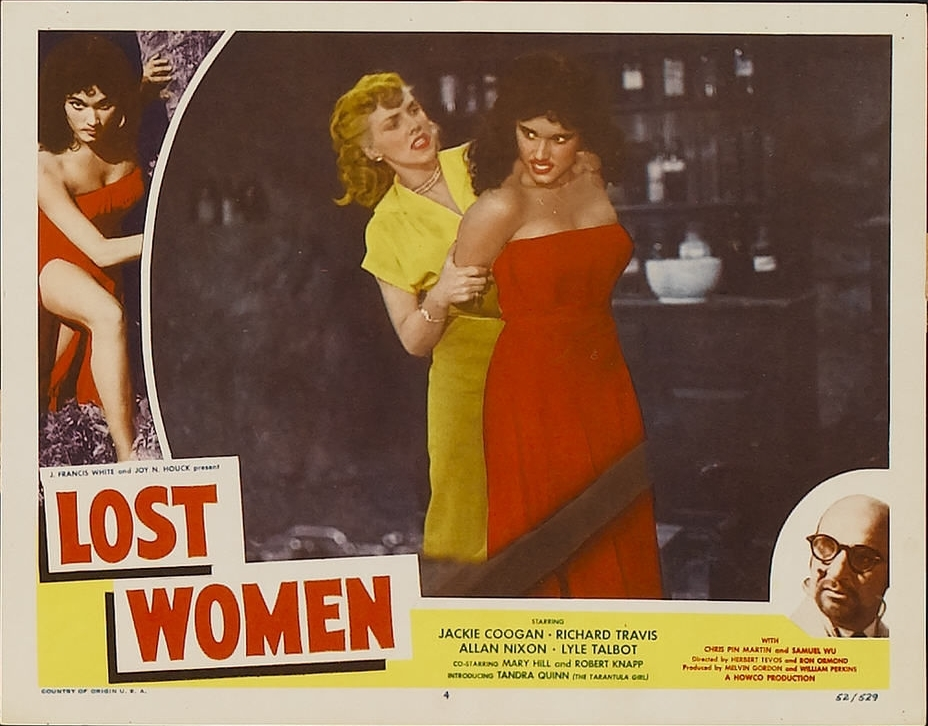
Постер фильма «Плато потерянных женщин[англ.]» (1953)
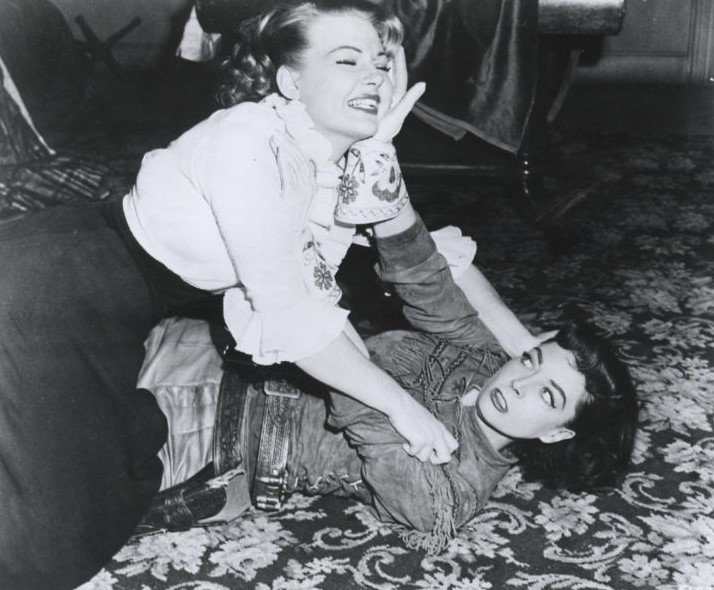
Кадр из телесериала «Истории века[англ.]» (1954)
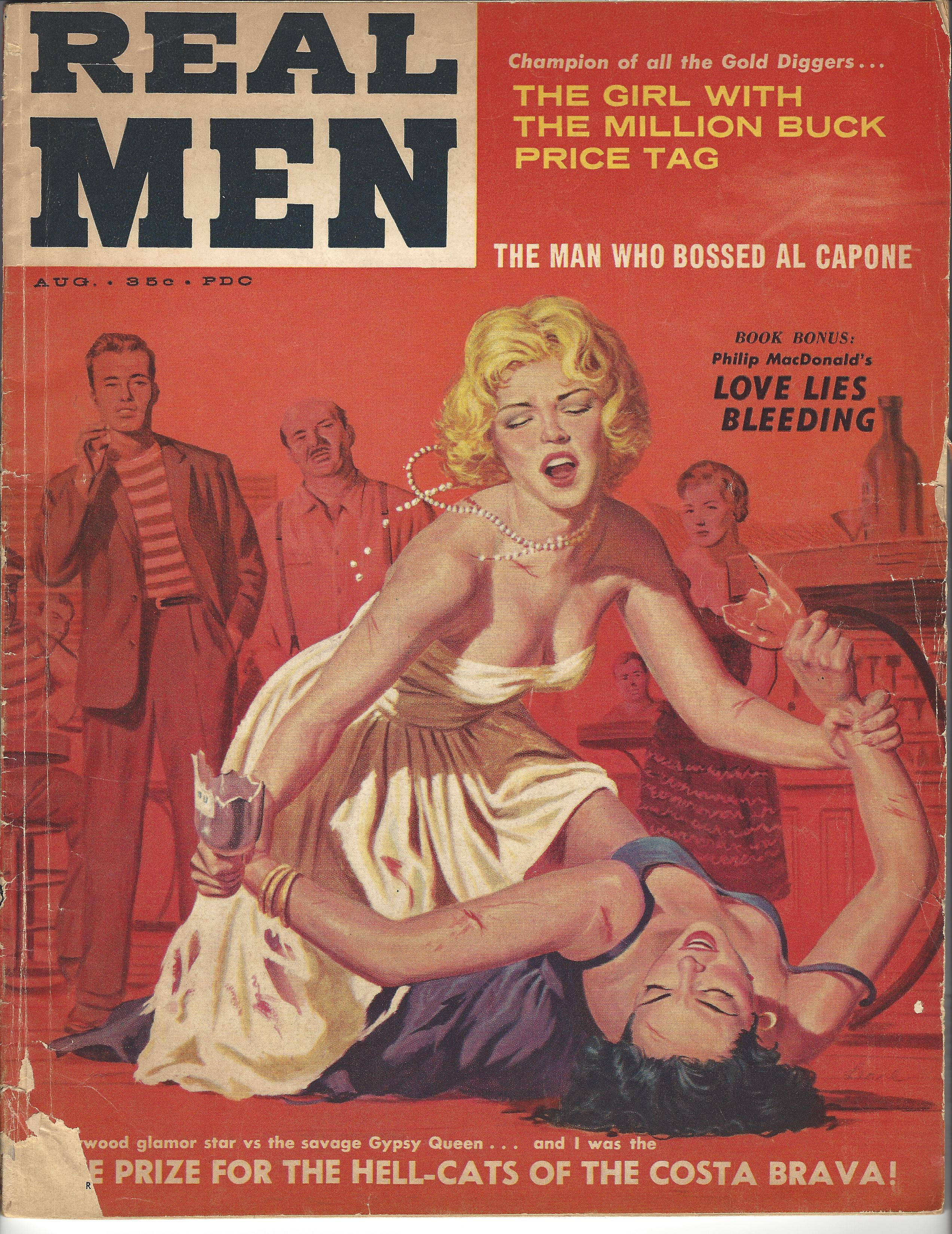
Обложка журнала Real Men, август 1959 года.
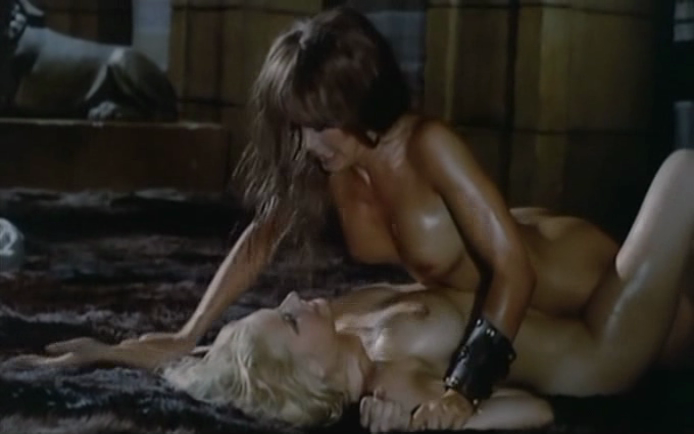
Алена Джонстон и Сабине Сун[итал.] в фильме «Амазонки[итал.]»[50] (1974)

## Эротизм
«Кошачья драка» — это также собирательный термин, обозначающий фетишистскую склонность, которая имеет свою эротическую привлекательность в некоторых соревнованиях, а также в игровом испытании силы между женщинами. Эта склонность в первую очередь вуайеристская и включает в себя, среди прочего, спортивную борьбу, реслинг и бокс.
Некоторые лесбиянки и бисексуалки с удовольствием участвуют в таких «состязаниях», так как это позволяет им иметь очень близкий физический контакт с другой женщиной, нередко такие «спортсменки» получают оргазм во время поединка. Так называемые секс-драки (sexfights), кошачьи драки (pussyfights) или трибфайты (tribfights) образуют отдельные категории среди коммерчески успешных специализированных видео.

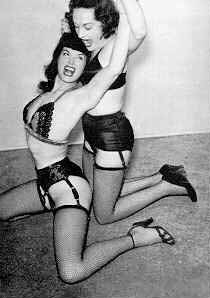
Бетти Пейдж дерётся с неизвестной соперницей. Фото — Ирвинг Клау[англ.], 1950-е годы.
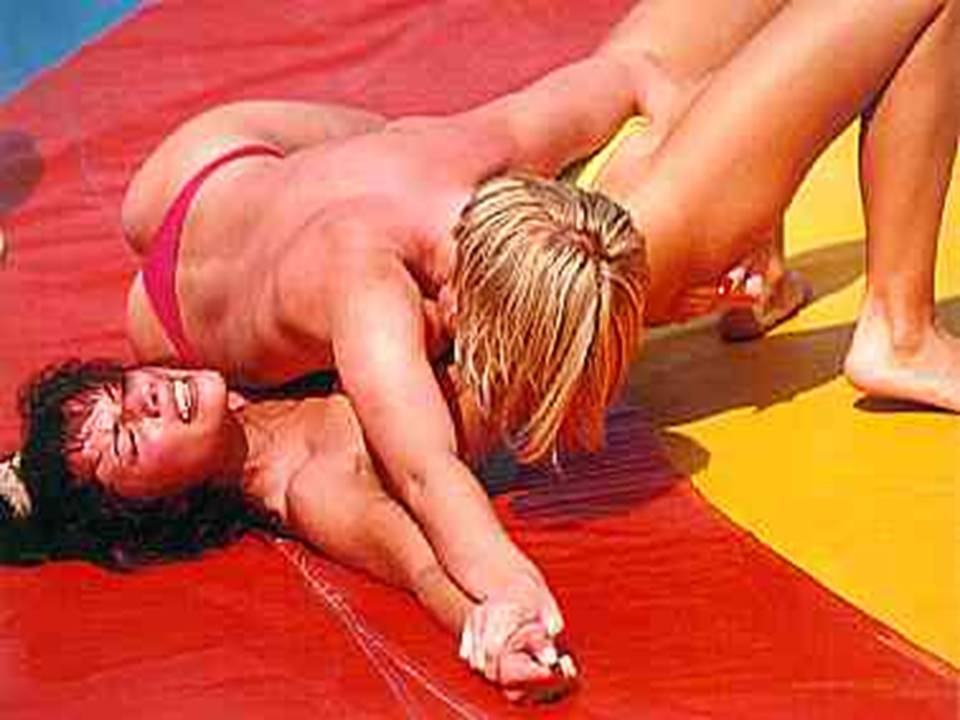
«Дунайский женский реслинг», фото 1997 года.
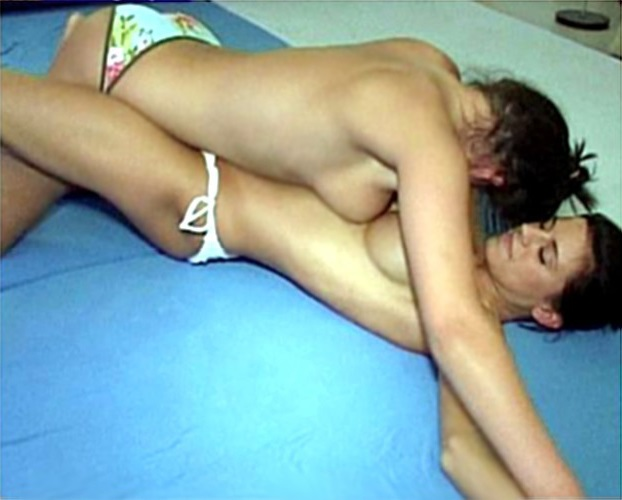
Чешский «женский реслинг», фото 2007 года.
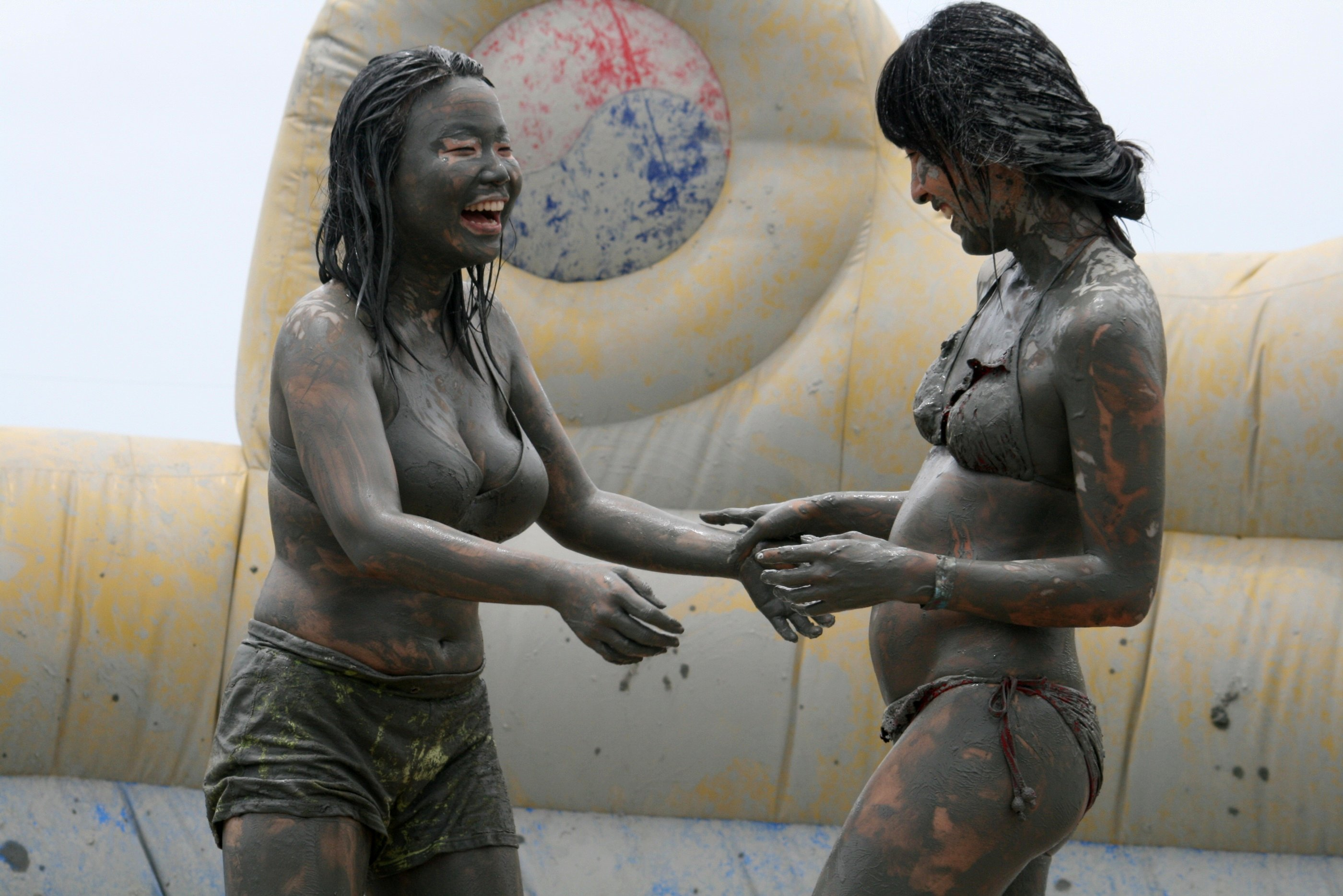
«Грязевой фестиваль» 2008 года
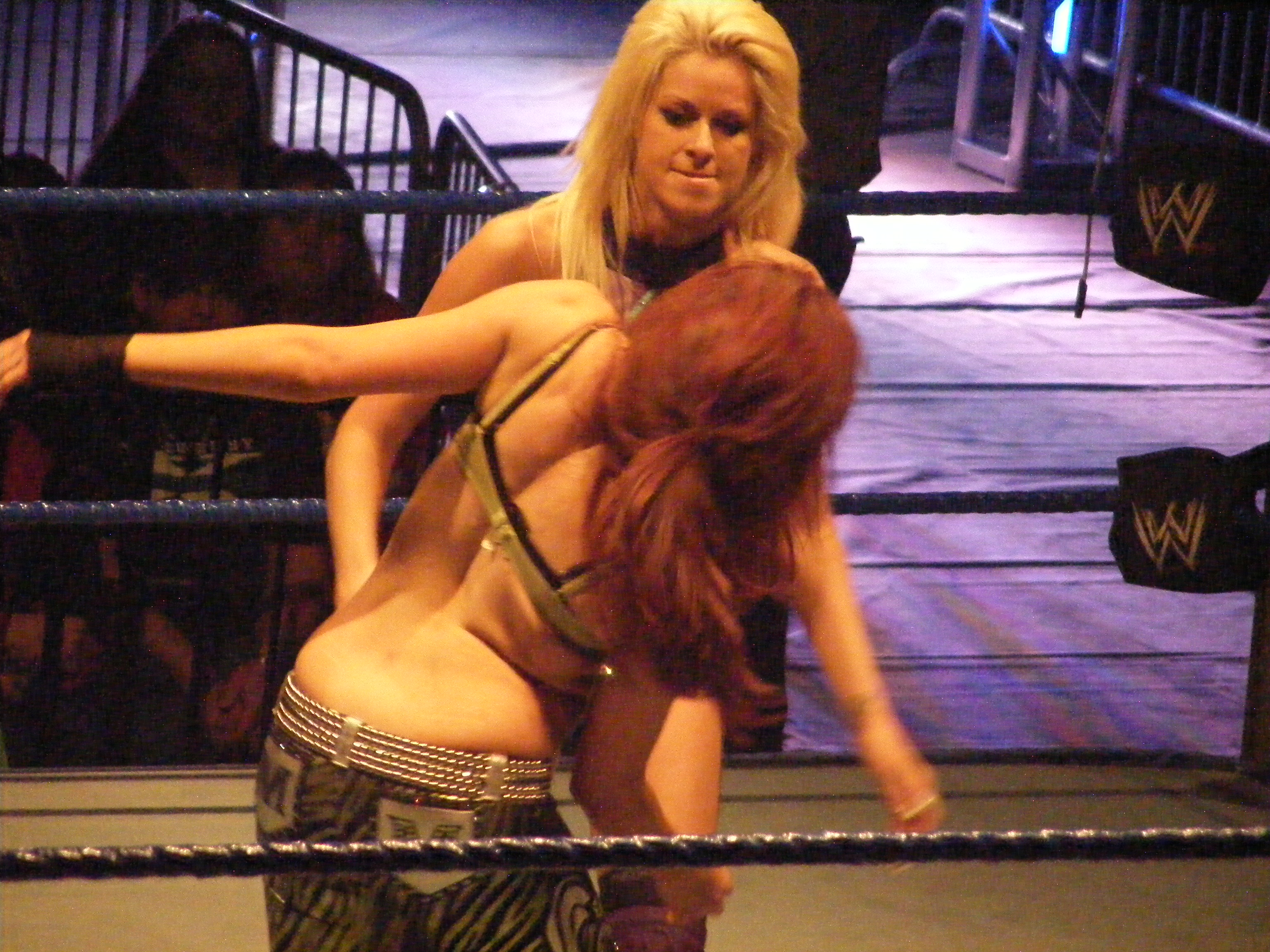
Состязание WWE Divas[англ.], 2009 год.
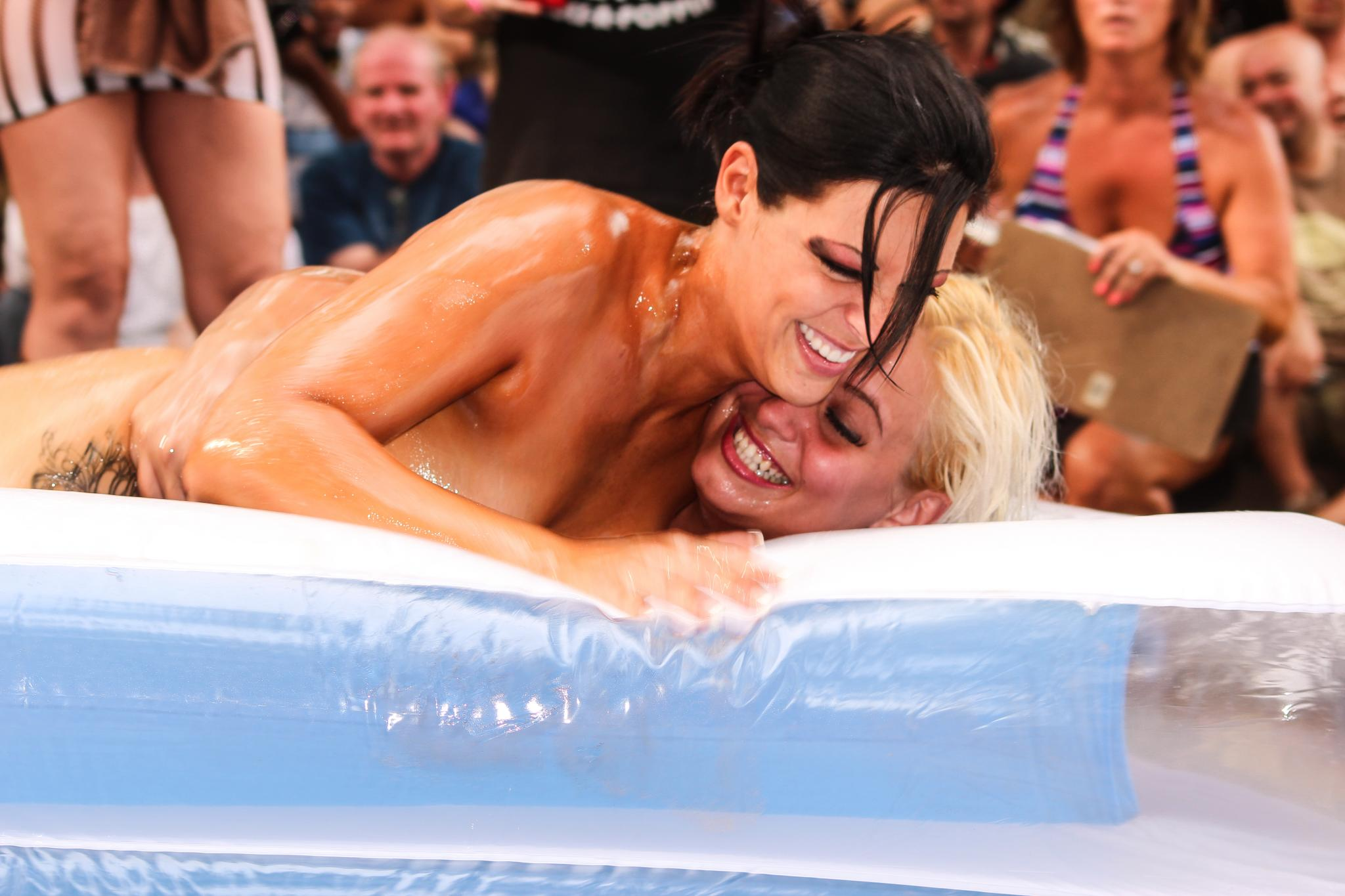
«Горячий масляный реслинг», конкурс Nudes-A-Poppin'[англ.] 2012 год.